# Otrjad Trubatjova srazjajetsja
Otrjad Trubatjova srazjajetsja (russisk: Отряд Трубачёва сражается) er en sovjetisk spillefilm fra 1957 af Ilja Fres.

## Medvirkende
- Oleg Visjnev som Vasjok Trubatjov
- Vladimir Semenovitj som Sasja Bulgakov
- Aleksandr Tjudakov som Kolja Odintsov
- Vjatjeslav Devkin som Kolja Mazin
- Georgij Aleksandrov som Petja Rusakov
- Anatolij Kubatskij